# Leonard Siffleet
Leonard George (Len) Siffleet, né le 14 janvier 1916 à Gunnedah et mort le 24 octobre 1943 à Aitape en Papouasie-Nouvelle-Guinée, est un commando australien pendant la Seconde Guerre mondiale.
Il rejoint la deuxième force impériale australienne en 1941 et, en 1943, est promu sergent. Affecté à l'unité spéciale du Services Reconnaissance Department, Siffleet effectuait une mission en Papouasie-Nouvelle-Guinée lorsque lui et deux compagnons Ambonais furent capturés par des membres de tribus partisanes et remis aux Japonais. Les trois hommes furent interrogés, torturés puis décapités. Une photographie montrant l'exécution imminente de Siffleet devint une image marquante de la guerre, et son identité fut souvent confondue avec celle d'autres militaires ayant subi un sort similaire, en particulier le Flight lieutenant Bill Newton.

## Jeunesse et début de carrière

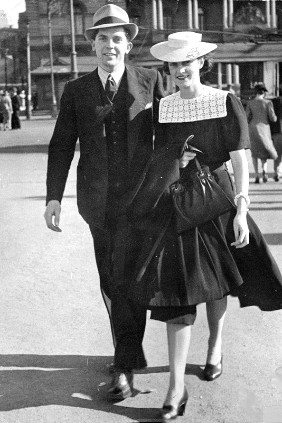
Siffleet et sa fiancée Clarice Lane, en 1941.

Len Siffleet naît le 14 janvier 1916 à Gunnedah, en Nouvelle-Galles du Sud. Fils d'un travailleur itinérant d'ascendance hollandaise,, il a une sœur et deux frères. Siffleet part pour Sydney à la fin des années 1930 et tente d'entrer dans la police, mais il est refusé à cause de problèmes de vue. Il fut néanmoins appelé à rejoindre la milice en août 1940, et fut attaché à une unité de projecteurs à la base de la RAAF de Richmond.
Révoqué de la milice au bout de trois mois, Siffleet retourne au foyer familial pour s'occuper de ses jeunes frères après la mort de leur mère. Il travaille alors comme vendeur jusqu'à son enrôlement dans la deuxième force impériale australienne (AIF) en septembre 1941,. Attribué à une compagnie de transmissions basée à Ingleburn, en Nouvelle-Galles du Sud, il est signalé absent sans permission à deux reprises; il était à ce moment-là fiancé à Clarice Lane.

## Campagne de Nouvelle-Guinée
Après une formation en communications radio à l'Institut royal de technologie de Melbourne, Siffleet se porte volontaire pour des opérations spéciales en septembre 1942, au cours duquel il est affecté au Services Reconnaissance Department (SRD) de l'Allied Intelligence Bureau (en) à Melbourne,. Il rejoint l'unité spéciale Z (en) en octobre et est transféré à Cairns, dans l'extrême nord du Queensland, pour une formation opérationnelle supplémentaire. Affecté à la section néerlandaise de la SRD en tant qu'opérateur radio, Siffleet fut promu sergent en mai 1943. Il passa à l'unité spéciale M (en) le même mois pour prendre part à une mission d'installation, afin de mettre en place une station Coastwatching dans les collines surplombant Hollandia, en Papouasie-Nouvelle-Guinée,. Décrit par le commandant Eric Feldt (en), directeur des Coastwatchers, comme « le meilleur type de sous-officier de l'AIF, jeune et compétent », Siffleet rejoignit un groupe dirigé par le sergent H. N. Staverman de la Marine royale néerlandaise, comprenant deux soldats Amboinais, H. Pattiwal et M. Reharing. Portant le nom de code « Whiting », cette équipe devait travailler de concert avec un autre groupe connu sous le nom « Locust », dirigé par le lieutenant Jack Fryer,.
Le groupe de reconnaissance de Staverman commence sa mission dans le nord-est de la Nouvelle-Guinée en juillet, en traversant des régions montagneuses en août et en septembre. À un moment donné, Staverman et Pattiwal se séparèrent des autres pour entreprendre d'autres explorations de la région lorsqu'ils furent pris en embuscade par un groupe d'indigènes. Les deux hommes furent capturés et signalés comme tués, mais Pattiwal s'échappa et rejoignit Siffleet et Reharing. Siffleet signala à Fryer de l'avertir des indigènes hostiles et des patrouilles japonaises, indiquant qu'il se préparait à brûler les codes de son parti et à enterrer sa radio. Après le début d'octobre, le groupe ne donna plus aucune nouvelle,. Clarice Lane (incorrectement appelée "Clemice" Lane) avait entre-temps reçu deux lettres du Bureau de renseignement allié en juillet et en septembre, déclarant que Siffleet était « sain et sauf ».

## Mort et postérité

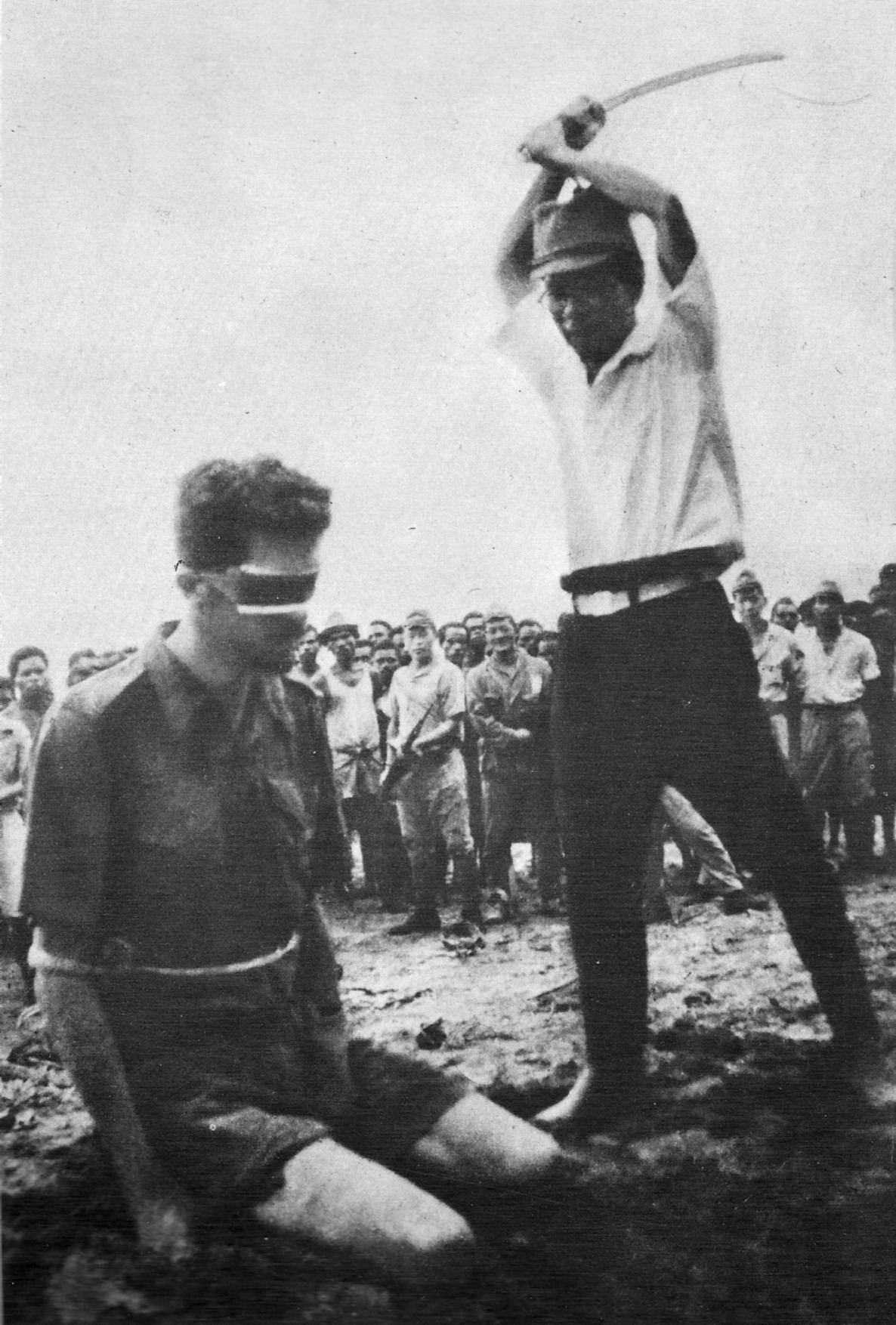
Leonard Siffleet - résigné - est photographié quelques secondes avant sa décapitation à Aitape, en 1943.

Quelque temps après leur regroupement, Pattiwal, Siffleet et Reharing tentèrent de rejoindre la frontière néerlandaise, mais ils furent pris en embuscade par une centaine de villageois indigènes près d'Aitape. Après un court affrontement au cours duquel Siffleet blessa l'un des leurs, le groupe fut capturé et remis aux Japonais. Interrogés et torturés, les trois hommes furent confinés pendant environ deux semaines avant d'être emmenés sur la plage d'Aitape Beach dans l'après-midi du 24 octobre 1943. Les bras liés et les yeux bandés, entourés de badauds japonais et indigènes, ils furent exécutés par décapitation sur ordre du vice-amiral Michiaki Kamada de la marine impériale japonaise,. L'officier ayant exécuté Siffleet, Yasuno Chikao, aurait sollicité un soldat pour le photographier pendant l’exécution au katana. Chikao serait mort avant la fin de la guerre, bien qu'il eût été condamné à mort (pendaison) par contumace. Sa peine aurait par la suite été commuée en une peine de dix ans d'emprisonnement,.
La photographie de l'exécution de Siffleet a été découverte sur le corps d'un major japonais mort près de Hollandia par les troupes américaines en avril 1944. Il semblerait que la photo soit la seule représentation survivante montrant une exécution d'un prisonnier de guerre occidental par les troupes japonaises. La photo a été publiée dans des journaux australiens et dans le magazine Life, qui à l'époque était décrite à tort comme l'exécution du Flight Lieutenant Bill Newton, capturé à Salamaua, en Papouasie-Nouvelle-Guinée, et décapité le 29 mars 1943,. Elle fut ensuite exposée au Mémorial australien de la guerre à Canberra. Malgré l'identification formelle de Siffleet en 1945, le sergent est toujours occasionnellement confondu avec le pilote Newton,. 
Un mémorial commémorant Siffleet et tous soldats du Commonwealth morts à la guerre et n'ayant aucune tombe connue a été érigé à Lae, en Papouasie-Nouvelle-Guinée. Un parc commémoratif en son l'honneur lui a été dédié à Aitape en mai 2015.